# Margueritte Laugier
| Odkryte planetoidy: 21 | Odkryte planetoidy: 21 |
| ---------------------- | ---------------------- |
| (1247) Memoria         | 30 sierpnia 1932       |
| (1426) Riviera         | 1 kwietnia 1937        |
| (1461) Jean-Jacques    | 30 grudnia 1937        |
| (1651) Behrens         | 23 kwietnia 1936       |
| (1681) Steinmetz       | 23 listopada 1948      |
| (1690) Mayrhofer       | 8 listopada 1948       |
| (1730) Marceline       | 17 października 1936   |
| (1755) Lorbach         | 8 listopada 1936       |
| (1884) Skip            | 2 marca 1943           |
| (2068) Dangreen        | 8 stycznia 1948        |
| (2106) Hugo            | 21 października 1936   |
| (2384) Schulhof        | 2 marca 1943           |
| (2393) Suzuki          | 17 listopada 1955      |
| (2677) Joan            | 25 marca 1935          |
| (3220) Murayama        | 22 listopada 1951      |
| (3568) ASCII           | 17 października 1936   |
| (4649) Sumoto          | 20 grudnia 1936        |
| (4909) Couteau         | 28 września 1949       |
| (6887) Hasuo           | 24 listopada 1951      |
| (10449) Takuma         | 16 października 1936   |
| (20959) 1936 UG        | 21 października 1936   |

Margueritte Laugier (ur. 12 września 1896, zm. 10 czerwca 1976) – francuska astronom, odkryła 21 planetoid. Pracowała w Obserwatorium w Nicei.
Planetoida (1597) Laugier została nazwana jej nazwiskiem.